# Конкурс молодых танцоров «Евровидение-1995»
Евровидение для молодых танцоров 1995 (англ. Eurovision Young Dancers 1995) — 6-й конкурс молодых танцоров «Евровидение», который прошёл в Швейцарии в городе Лозанна. Полуфинал и финал конкурса состоялись 3 и 6 июня 1995 года соответственно. В конкурсе приняли участие различные молодые танцоры в возрасте до 20 лет из 15 стран.
Конкурс проводила швейцарская национальная телекомпания SRG SSR при участии Европейского вещательного союза. Победу на конкурсе одержала пара из Испании — Иисус Пастор Сахукильо и Рут Миро Сальвадор. Это стало четвертой победой страны на конкурсе. Танцоры из Швеции и Бельгии заняли второе и третье места соответственно.

## Место проведения

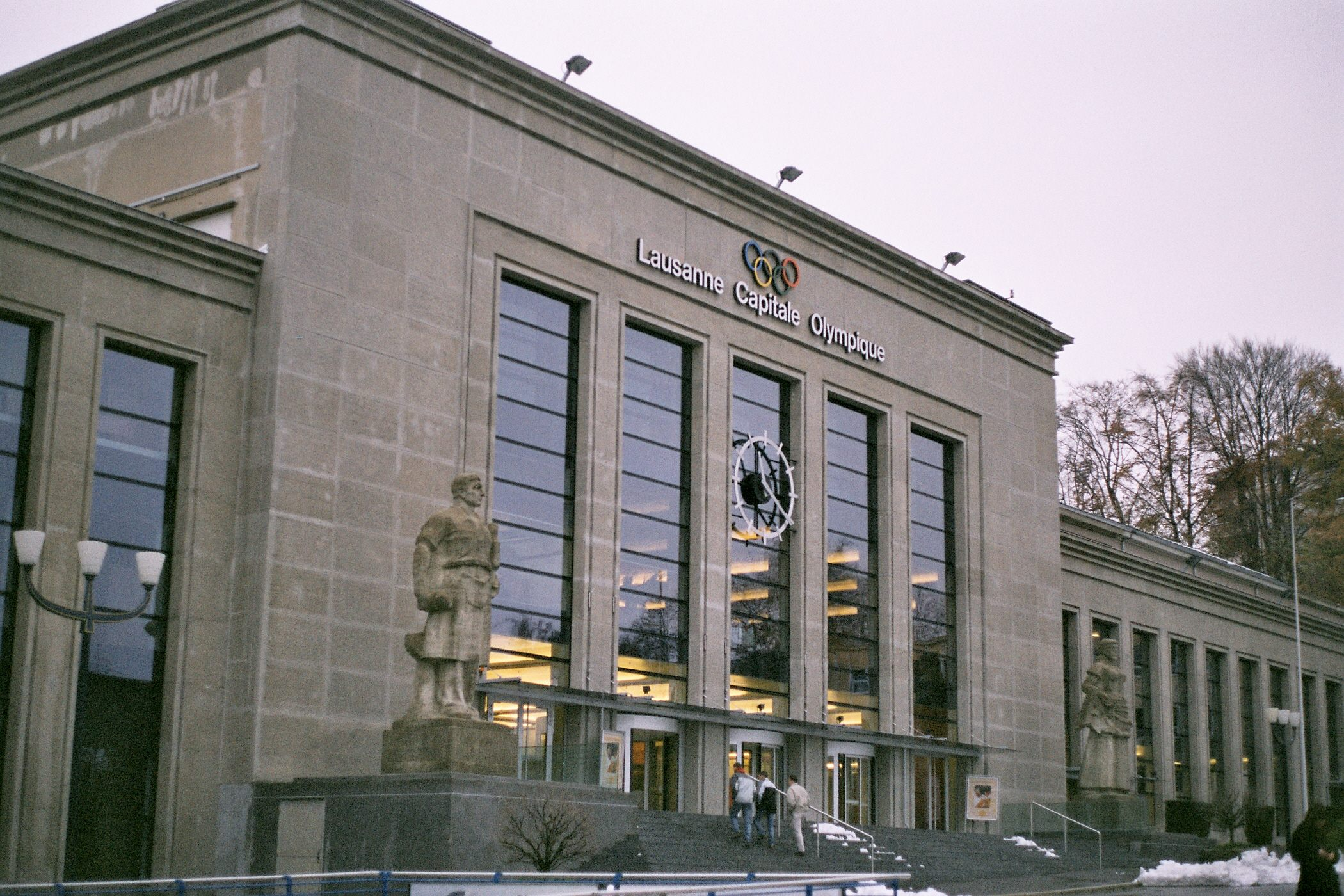
«Дворец Болье» — место проведения «Евровидения для молодых танцоров 1995»

Местом проведения был выбран «Дворец Болье» в швейцарской Лозаннае. «Дворец Болье» — конференц-центр, включающий в себя концертный, танцевальный и театральный залы. В центре расположен «Театр де Болье» на 1850 мест, являющийся самым большим театром Швейцарии. В центре проводится международный конкурс артистов балета «Приз Лозанны». Стоит отметить, что в центре также проводился конкурс песни «Евровидение-1989».

## Формат
К участию в конкурсе допускаются танцоры в возрасте не старше 19 лет. Как и в предыдущих конкурсах, каждая страна может отправить либо одного, либо двух танцоров любого пола. Причем участниками могут стать только танцовщики, не задействованные на профессиональной основе и имеющие образование классической или современной танцевальной школы, владеющие базовыми навыками классического балета.
Танцорам предлагается исполнить один или два разных танца: либо 2 вариации индивидуального танца не более 5 минут каждый, либо «па-де-де» для пар в течение 10 минут. Музыку и стиль танца участники выбирают по своему усмотрению.
Оценивает участников профессиональное жюри, состоящие из мастеров и экспертов области танцев. По итогам голосования жюри из полуфинала 9 стран выходит в финал, а в финале объявляется тройка победителей.

### Состав жюри
В состав профессионального жюри вошло 12 человек:
- Хайнц Шпёрли (председатель)
- / Морис Бежар (почетный гость)
- Йори Вамос
- Питер Ван Дайк
- Виктор Ульяте
- Паола Канталупо
- Йорма Уотинен
- / Джиджи Качиулану
- Пьер Лакотт
- / Оскар Араис
- Жильбер Майер
- / Беатриз Консуэло

## Участники

### Полуфинал
| №  | Страна    | Участник                                    | Танец (хореограф) | Результат |
| -- | --------- | ------------------------------------------- | --- | --------- |
| 01 | Финляндия | Жанна Эклунд                                | 1) La Esmeralda: variation de Diane (Агриппина Ваганова) 2) La Esmeralda: variation d'Esmeralda (Жюль Перро)               | —         |
| 02 | Бельгия   | Йерун Хофманс                               | 1) Giselle: variation du paysan (Мариус Петипа, Жан Коралли и Жюль Перро) 2) Cutting Corners (Дэни Даниел)                 | Финалист  |
| 03 | Германия  | Ирина Крафт                                 | 1) La Esmeralda (Мариус Петипа) 2) Easy (Уильям Форсайт)                                                                   | —         |
| 04 | Россия    | Мария Александрова                          | 1) Coppélia: variation de Swanilda (Мариус Петипа) 2) La Bayadère: variation de Gamzatti (Мариус Петипа и Юрий Григорович) | Финалист  |
| 05 | Словения  | Дамьян Мохорко                              | 1) La Fille mal gardée: variation de Colas (Мариус Петипа) 2) Edging Point (Фред Лассерр)                                  | —         |
| 06 | Норвегия  | Мария Миккельсен                            | 1) Les mots sont allés (Ингун Бьёрнсгаард) 2) Théme Sacher (Ингун Бьёрнсгаард)                                             | —         |
| 07 | Австрия   | Оливер Прейсс                               | 1) Taras Bulba: Gopak (Ростислав Захаров) 2) Coppélia: variation de Franz (Александр Горский)                              | Финалист  |
| 08 | Греция    | Франгхискос Тумбакарис                      | 1) Ondine: variation acte II (Джон Ноймайер) 2) Othello: variation acte II (Джон Ноймайер)                                 | Финалист  |
| 09 | Кипр      | Каролина Констандина                        | 1) La Esmeralda (Мариус Петипа) 2) Statues Noctumes (Надина Лоизиду)                                                       | —         |
| 10 | Венгрия   | Сара Вайс                                   | 1) Death (Томас Юронич) | —         |
| 11 | Польша    | Филип Баранкевич                            | 1) Paquita (Мариус Петипа) 2) 5 Tangos (Ханс ван Манен)                                                                    | Финалист  |
| 12 | Швейцария | Анна-Кэтрин Халлер                          | 1) Raymonda (Мариус Петипа) 2) Magnificat (Джон Ноймайер)                                                                  | Финалист  |
| 13 | Швеция    | Надя Селлруп                                | 1) Grand pas classique (Виктор Гзовский) 2) Mademoiselle Julie (Биргит Кульберг)                                           | Финалист  |
| 14 | Франция   | Карл Пакетт                                 | 1) La Bayadère (Рудольф Нуреев) 2) Sylvia (Джордж Баланчин)                                                                | Финалист  |
| 15 | Испания   | Иисус Пастор Сахукильо и Рут Миро Сальвадор | 1) Arrayan Daraxa (Виктор Ульяте)                                                                                          | Финалист  |

### Финал
| №  | Страна    | Участник                                    | Танец (хореограф)                                                      | Результат    |
| -- | --------- | ------------------------------------------- | ---------------------------------------------------------------------- | ------------ |
| 01 | Греция    | Франгхискос Тумбакарис                      | Ondine: variation acte II (Джон Ноймайер)                              | —            |
| 02 | Польша    | Филип Баранкевич                            | Paquita (Мариус Петипа)                                                | —            |
| 03 | Швейцария | Анна-Кэтрин Халлер                          | Raymonda (Мариус Петипа)                                               | —            |
| 04 | Австрия   | Оливер Прейсс                               | Taras Bulba: Gopak (Ростислав Захаров)                                 | —            |
| 05 | Россия    | Мария Александрова                          | Coppélia: variation de Swanilda (Мариус Петипа)                        | —            |
| 06 | Бельгия   | Йерун Хофманс                               | Giselle: variation du paysan (Мариус Петипа, Жан Коралли и Жюль Перро) | Третье место |
| 07 | Франция   | Карл Пакетт                                 | La Bayadère (Рудольф Нуреев)                                           | —            |
| 08 | Швеция    | Надя Селлруп                                | Grand pas classique (Виктор Гзовский)                                  | Второе место |
| 09 | Испания   | Иисус Пастор Сахукильо и Рут Миро Сальвадор | Arrayan Daraxa (Виктор Ульяте)                                         | Победитель   |